# Trenodia/I discorsi
Trenodia/I discorsi è l'84° singolo di Mina, pubblicato il 19 dicembre 1967 su vinile a 45 giri dall'etichetta PDU.

## Descrizione
Primo singolo di Mina pubblicato con la sua personale etichetta discografica, la PDU, fondata assieme al padre a Lugano, il 1º dicembre 1967. Fino al 1970 i dischi saranno distribuiti dalla Durium.

La scelta creare una propria casa discografica nasce probabilmente dal desiderio di Mina di gestire in modo autonomo la propria attività senza dover sottostare alle pressioni dei discografici. La cantante sente la necessità di un repertorio più ricercato e meno modaiolo ed in effetti le prime pubblicazioni saranno molto valide dal punto di vista artistico, ma meno fortunate nei riscontri delle vendite.
Commercializzato a fine del 1967 e ritirato dal mercato all'inizio del 1968, è tra i più rari e ricercati dai collezionisti, nonostante le 25 000 copie vendute nei primi giorni.
La copertina Archiviato il 4 gennaio 2017 in Internet Archive. apribile ha i crediti riportati all'interno.
Arrangiamenti, orchestra e direzione orchestrale: Augusto Martelli.

## Trenodia
Joaquín Rodrigo, autore del famoso Concerto d'Aranjuez di cui il brano è un libero adattamento, NON approva pubblicamente il lavoro di arrangiamento operato da Augusto Martelli. Questo obbliga la PDU a ritirare il disco e a ristamparlo in breve tempo, sostituendo la facciata principale con La canzone di Marinella.

Identica sorte avranno anche le rivisitazioni del pezzo pubblicate nello stesso periodo da Richard Anthony e Fabrizio De André, mentre quella di Dalida intitolata Aranjuez la tua voce sarà 'risparmiata' dal compositore.
Mina lancia la canzone durante il suo spazio radiofonico Pomeriggio con Mina, condotto assieme a  Giorgio Calabrese, che è anche l'autore del testo, e all'impresario e amico Elio Gigante.
La registra anche in un video per lo spettacolo di fine anno Signori, l'anno è servito, ma di quella clip non è rimasta traccia nelle teche della Rai.
Trenodia non verrà mai più ripubblicata e risulta l'unico brano della discografia italiana di Mina a non essere stato ancora digitalizzato.

## I discorsi
Un altro dei pochissimi pezzi in cui la cantante compare come autrice del testo (il primo è stato Nel fondo del mio cuore, unico inedito della raccolta 4 anni di successi): in realtà ne scrisse solamente una breve frase, ma l'autore - presumibilmente Giorgio Calabrese - volle regalarle l'intera paternità del brano, come una sorta di augurio per la nuova avventura da discografica con la sua PDU.
Era la sigla del programma radiofonico Pomeriggio con Mina, condotto dalla cantante con lo stesso Calabrese.
In televisione viene cantata dal vivo il 14 dicembre 1968, durante la dodicesima puntata della storica edizione di Canzonissima condotta da Mina con Walter Chiari e Paolo Panelli. Il video di questa esibizione è contenuto nel DVD Gli anni Rai 1968 Vol. 3, che fa parte di un cofanetto monografico in 10 volumi pubblicato da Rai Trade e GSU nel 2008.
Insieme alla La canzone di Marinella è un brano dell'album ufficiale Dedicato a mio padre, pubblicato a fine 1967. Due anni dopo darà il titolo all'LP omonimo e sarà inserito anche nella raccolta Incontro con Mina.
Mina la incide pure in inglese (testo di Norman Newell) lasciando il titolo italiano; questa versione rimane inedita fino al 2011, quando sarà pubblicata nella raccolta I Am Mina (EMI Music Italy).
Un sample di questa traccia è contenuta in Hello di Ivan Ave, artista norvegese.

## Tracce
Lato A
1. Trenodia (Concierto de Aranjuez) – 4:02 (testo: Giorgio Calabrese – musica: Joaquín Rodrigo; edizioni musicali Sugarmusic)

Lato B
1. I discorsi – 3:06 (testo: Mina – musica: Augusto Martelli; edizioni musicali Southern)